# São Domingos do Azeitão
São Domingos do Azeitão is een gemeente in de Braziliaanse deelstaat Maranhão. De gemeente telt 7.252 inwoners (schatting 2009).
De gemeente grenst aan Benedito Leite, São Félix de Balsas, Mirador, Pastos Bons en Nova Iorque.